# Alice Giles
Pour les articles homonymes, voir Giles.
Alice Giles, née en 1961 à Adélaïde (Australie), est une harpiste classique australienne.

## Biographie
Alice Giles commence ses études de harpe auprès de Lydia Shaxson puis de June Loney, harpiste solo du Sydney Symphony Orchestra, au Conservatoire de musique de Sydney. En 1982, à 21 ans, elle remporte le premier prix du prestigieux Concours international de harpe en Israël. Elle a reçu une bourse Churchill et une bourse du Conseil australien pour étudier aux Etats-Unis sous la tutelle d’Alice Chalifoux au Cleveland Institute of Music. Elle étudie également avec Judith Liber, harpiste solo de l’Orchestre Philharmonique d’Israel.
Outre son pays d'origine, elle s'est produite sur de nombreuses scènes d'Europe, des Amériques et d'Israël. Elle a notamment donné des récitals en solo au Wigmore Hall de Londres, au Merkin Hall de New York et au Mozarteum de Salzbourg ainsi que des concerts en soliste avec l'Orchestre philharmonique d'Israël, le Collegium Musicum de Zurich, la Badische Staatskapelle de Karlsruhe, l'English Symphony Orchestra, le Mainzer Kammerorchester, l'Orchestre Symphonique National du Danemark, l'Orchestre Mozart de Hambourg, l'Orchestre de chambre de l'Ohio, l'Orchestre symphonique de Lincoln, l'Orchestre Symphonique National de Taiwan, l'Orchestre de chambre d'Israël et tous les principaux orchestres symphoniques australiens,.
Luciano Berio la décrit comme « la harpiste la plus intelligente, la plus sensible et la plus accomplie techniquement » qu'il ait jamais rencontrée. Il la considérait comme la meilleure interprète de sa Sequenza II. De 1990 à 1998, elle enseigne à la Hochschüle für Musik de Francfort, avant de rentrer en Australie et de prendre le poste de professeur et directrice du département de Harpe à l’Université Nationale Australienne en 1998. En 2012, elle est licenciée suite à des coupes budgétaires. Elle enseigne depuis au Conservatoire de Sydney et à l'Académie nationale australienne de musique de Melbourne.
Alice Giles jouit d'une réputation internationale en tant que pédagogue et a donné des master classes au Mozarteum de Salzbourg, au Conservatoire de La Haye, à la Royal Academy de Londres, au Cleveland Institute, à la Juilliard School of Music, au Curtis Institute, au Conservatoire G. Verdi de Milan, au Conservatoire de Parme, à la Glenn Gould School de Toronto, à la Detmold Hochschule et à la R. Schumann Hochschule de Düsseldorf, ainsi qu'au Young Artists Festival Bayreuth.
Elle été membre du jury de nombreux concours de harpe importants, notamment des Concours internationaux de harpe en Israël en 1998 et 2009, du Concours international de harpe des États-Unis en 2004, du Concours européen de harpe V. Salvi de Cardiff en 2007 et du IXe Concours national de harpe « Victor Salvi ».
Elle est membre du conseil d’administration du Congrès Mondial de la Harpe, et a présidé et assuré la direction artistique du Congrès mondial de la harpe de 2014 à Sydney. Elle est directrice artistique du Seven Harp Ensemble et fondatrice et directrice du Harp Centre Australia, une organisation à but non lucratif dédiée à la promotion de la harpe en Australie.
En février 2011, elle s'est rendue en Antarctique grâce à une bourse de l’Australian Antarctic Arts Fellowship, commémorant le centenaire de la première expédition australasienne en Antarctique, devenant ainsi la première musicienne professionnelle à se produire sur ce continent. Elle donne un concert diffusé en direct depuis la station de recherche Mawson, duquel est tiré le DVD “Alice in Antartica” et le spectacle jeune public “Adventures in Antartica”.
Elle est membre de l'Australian World Orchestra.
Elle a été nommée membre de l'Ordre d'Australie (AM) lors de la cérémonie d'anniversaire de la Reine Élisabeth II en 2017 pour « ses services importants aux arts du spectacle en tant que harpiste, éducatrice et mentor, et pour sa contribution au paysage musical australien ».

## Vie personnelle
Alice Giles est la fille de la sculptrice australienne Rosemary Madigan et la petite-fille de l’explorateur Cecil Madigan. Elle vit avec son mari, le pianiste Arnan Wiesel et ses enfants dans une propriété près de Yass, en Nouvelle-Galles du Sud.

## Discographie
- 1986 - Alice Giles, Harfe - Harp (Aulos, Koch Schwann)
- 1992 - Salzedo : Works for Solo Harp (Bavarian Radio, Tall Poppies)
- 1993 - Enchanted Dreams... Exotic Dances (Tall Poppies: TP031)
- 1995 - Harp and Piano - Arnan Wiesel and Alice Giles (Aulos)
- 1999 - Harp Concertos: Ginastera / Jolivet / Glière, avec le Adelaide Symphony Orchestra (Tall Poppies)
- 2006 - Song in the Night: Concert Fantasies and Arrangements by Carlos Salzedo (ABC Classics)
- 2010 - Bolmimerie: Seven Harp Ensemble (Tall Poppies: TP 204)
- 2010 - Especially: 7 Pieces for Harp (Tall Poppies)
- 2013 - DVD Alice in Antarctica: In Music, Film and Words
- 2020 - Christmas Music for Harp (ABC Classic)
- 2020 - Harp in Chamber Music (Tall Poppies)

## Récompenses et distinctions
1982 : Premier Prix du Concours International de Harpe d’Israel.
2017 : AM Member of the Order of Australia.